# 237P/LINEAR
237P/LINEAR è una cometa periodica del sistema solare, appartenente alla famiglia delle comete gioviane. Al momento della sua scoperta da parte di LINEAR il 17 maggio 2002, fu ritenuta un asteroide. È stata riscoperta il 10 giugno 2010 dal satellite WISE che grazie ai suoi sensori nell'infrarosso ha scoperto facilmente la sua natura cometaria.